# Maison Jókai
Pour les articles homonymes, voir Jókai.
La Maison Jókai (en hongrois : Jókai-ház) est un édifice situé dans le 7e arrondissement de Budapest.